# ステートファーム保険
ステートファーム保険（ステートファームほけん、英語: State Farm Insurance）は、アメリカ合衆国イリノイ州ブルーミントンを本拠とし、全米ではオールステート保険などと共に個人向け保険業で首位を争う保険相互会社である。日本ではあまり知られていないものの、「アメリカ最大の損保」などと評される。また、NBAのスポンサーとして有名であり、であり、特にバスケットゴールに社名が書かれている（NBAプレイヤーもCMに出演しており、ケビン・ラブ、デイミアン・リラード、デアンドレ・ジョーダン、クリス・ポール、ケビン・ガーネットが出演している）。
1922年にジョージ・メハールによって設立された、農民用の自動車保険の相互保険会社に起源を持つ。その後、生命保険なども加えて多方面に事業を展開する保険会社となった。
LPGAのLPGAステートファーム・クラシックのスポンサーとしても知られていたが、2011年を最後に撤退している。